# František Polášek (teolog)
František Polášek (3. října 1757, Příbor – 4. července 1828, Dolany u Olomouce) byl český římskokatolický duchovní, profesor na olomoucké teologické fakultě, nejvýznamnější učitelská a vychovatelská osobnost té doby v olomoucké teologii. Bohumil Zlámal jej považuje za "zakladatele česky pojednávané bohovědy a jejího lidového popularizátora", František Cinek říká, že v národním ohledu "vděčí mu generace moravského kleru na dobovém a myšlenkovém rozvodí 18. a 19. století velmi mnoho jako vychovateli, v němž snoubilo se ryze kněžské smýšlení a církevní cítění s vřelou láskou k vlasti."

## Dílo
- Ranní výklad epištol nedělních celého roku (Brno 1782)
- překlad Písma svatého Nového zákona od osvícenského autora Dominika von Brentana (Brno 1791)
- Moralis christiana, 2 sv., Olomouc 1803.
- Příkladové aneb křesťanské mravné naučení v příkladech na každý den v roce (Olomouc 1807, 1808, 1817)
- Krátké mrawné propovídky při vyjádření katechyzmusa. Opava 1821.